# Маккензі Блеквуд
Маккензі Блеквуд (англ. Mackenzie Blackwood; 9 грудня 1996, м. Тандер-Бей, Канада) — канадський хокеїст, воротар. Виступає за «Нью-Джерсі Девілс» у НХЛ.

## Ігрова кар'єра
Хокеєм Маккензі почав займатись у віці дев'яти років. У 12 років змінив амплуа на хокейного воротаря. З 2011 виступає за юніорську команду Тандер-Бей ААА.
На драфті ОХЛ-2012 обраний в п'ятому раунді клубом «Беррі Колтс». За підсумками сезону 2013–14 увійшов до першої команди всіх зірок. У 2015 був обраний на матч КХЛ/НХЛ але пропустив його через травму.
30 грудня 2015 Маккензі підписав трирічний контракт початкового рівня з «Нью-Джерсі Девілс» у НХЛ отже на драфті НХЛ був обраний під 42-м загальним номером командою «Нью-Джерсі Девілс». З 1 січня 2018 захищає кольори фарм-клубу «Нью-Джерсі» «Адірондак Тандер».
Сезон 2018–19 Блеквуд розпочав у складі «Бінгхемптон Девілс». 17 грудня його викликали до «Нью-Джерсі Девілс» через травму Корі Шнайдера. Наступної ночі він дебютував у складі «дияволів» вийшовши на заміфну в третьому періоді програного матчу 2–7 проти «Торонто Мейпл Ліфс». 20 грудня Блеквуд відіграв матч із старту відбивши 36 з 38 кидків по його воротах але «дияволи» поступились 1–2 «Колумбус Блю-Джекетс». 27 грудня Маккензі здобув першу перемогу 5–2 в грі проти «Бостон Брюїнс» відбивши 40 з 42 кидків. А в третій грі Блеквуд записав до активу шатаут 2–0 проти «Кароліна Гаррікейнс». За підсумками сезону він перевершив рекорд Мартена Бродера за кількістю матчів в регулярному сезоні для воротаря-новачка. 3 січня 2019 Блеквуд увійшов до складу матчу All-Star Classic.
Сезон 2019–20 завершив з новими показниками 22 перемоги проти 14 поразок при 3 шатаутах.

## На рівні збірних
Був гравцем молодіжної збірної Канада.
29 квітня 2019 Блеквуд включенний до складу збірної Канади на чемпіонаті світу 2019. 20 травня дебютував у переможній грі 5–0 замінивши Картера Гарта на дев'ятій хвилині. Срібний призер тогорічної першості.

## Статистика

### Клубні виступи
| Сезон        | Клуб                 | Ліга         | Регулярний сезон | Регулярний сезон | Регулярний сезон | Регулярний сезон | Регулярний сезон | Регулярний сезон | Регулярний сезон | Регулярний сезон | Регулярний сезон | Плей-оф | Плей-оф | Плей-оф | Плей-оф | Плей-оф | Плей-оф | Плей-оф | Плей-оф |
| Сезон        | Клуб                 | Ліга         | І                | В                | П                | Н/OT             | Хв               | ПГ               | ІБГ              | ПГГ              | %ВК              | І       | В       | П       | Хв      | ПГ      | ІБГ     | ПГA     | %ВК     |
| ------------ | -------------------- | ------------ | ---------------- | ---------------- | ---------------- | ---------------- | ---------------- | ---------------- | ---------------- | ---------------- | ---------------- | ------- | ------- | ------- | ------- | ------- | ------- | ------- | ------- |
| 2011–12      | Тандер-Бей ААА       | ТБЮХЛ        | 38               | 15               | 13               | 2                | —                | 121              | 1                | 3.08             | —                | —       | —       | —       | —       | —       | —       | —       | —       |
| 2012–13      | «Ельміра»            | БОЮХЛ        | 24               | 10               | 8                | 2                | —                | 74               | 0                | 3.39             | .911             | —       | —       | —       | —       | —       | —       | —       | —       |
| 2013–14      | «Беррі Колтс»        | ОХЛ          | 45               | 23               | 15               | 2                | 2,497            | 124              | 0                | 2.98             | .931             | 10      | 5       | 4       | 552     | 24      | 1       | 2.61    | .904    |
| 2014–15      | «Беррі Колтс»        | ОХЛ          | 51               | 33               | 14               | 2                | 2,953            | 152              | 0                | 3.09             | .931             | 9       | 5       | 4       | 562     | 27      | 0       | 2.88    | .922    |
| 2015–16      | «Беррі Колтс»        | ОХЛ          | 43               | 28               | 13               | 0                | 2,452            | 111              | 2                | 2.72             | .914             | 13      | 6       | 5       | 796     | 36      | 1       | 2.71    | .915    |
| 2016–17      | «Олбані Девілс»      | АХЛ          | 36               | 17               | 14               | 3                | 2,048            | 87               | 3                | 2.55             | .907             | 4       | 1       | 3       | 254     | 9       | 1       | 2.13    | .928    |
| 2017–18      | «Бінгхемптон Девілс» | АХЛ          | 32               | 7                | 17               | 6                | 1,810            | 103              | 2                | 3.41             | .882             | —       | —       | —       | —       | —       | —       | —       | —       |
| 2017–18      | «Адірондак Тандер»   | ХЛСУ         | 5                | 2                | 1                | 1                | 242              | 10               | 0                | 2.48             | .920             | 5       | 3       | 1       | 240     | 4       | 1       | 1.00    | .964    |
| 2018–19      | «Бінгхемптон Девілс» | АХЛ          | 20               | 8                | 10               | 1                | 1,139            | 56               | 1                | 2.95             | .902             | —       | —       | —       | —       | —       | —       | —       | —       |
| 2018–19      | «Нью-Джерсі Девілс»  | НХЛ          | 23               | 10               | 10               | 0                | 1,264            | 55               | 2                | 2.61             | .918             | —       | —       | —       | —       | —       | —       | —       | —       |
| 2019–20      | «Нью-Джерсі Девілс»  | НХЛ          | 47               | 22               | 14               | 8                | 2,685            | 124              | 3                | 2.77             | .915             | —       | —       | —       | —       | —       | —       | —       | —       |
| 2020–21      | «Нью-Джерсі Девілс»  | НХЛ          | 35               | 14               | 17               | 4                | 2,091            | 106              | 1                | 3.04             | .902             | —       | —       | —       | —       | —       | —       | —       | —       |
| 2021–22      | «Нью-Джерсі Девілс»  | НХЛ          | 25               | 9                | 10               | 4                | 1,400            | 79               | 2                | 3.39             | .892             | —       | —       | —       | —       | —       | —       | —       | —       |
| 2022–23      | «Нью-Джерсі Девілс»  | НХЛ          | 22               | 10               | 6                | 2                | 1,126            | 60               | 0                | 3.20             | .893             | —       | —       | —       | —       | —       | —       | —       | —       |
| 2022–23      | «Ютіка Кометс»       | АХЛ          | 2                | 1                | 1                | 0                | 119              | 6                | 0                | 3.03             | .891             | —       | —       | —       | —       | —       | —       | —       | —       |
| Усього в НХЛ | Усього в НХЛ         | Усього в НХЛ | 152              | 65               | 57               | 18               | 8,564            | 424              | 8                | 2.97             | .906             | —       | —       | —       | —       | —       | —       | —       | —       |

### Збірна
| Рік                | Команда            | Турнір             | Місце              | І | В | П | OT | Хв  | ПГ | ІБГ | ПГГ  | %ВК   |
| ------------------ | ------------------ | ------------------ | ------------------ | - | - | - | -- | --- | -- | --- | ---- | ----- |
| 2016               | Канада             | МЧС                | 6-е                | 3 | 0 | 2 | 0  | 183 | 12 | 0   | 3.95 | .858  |
| 2019               | Канада             | ЧС                 | 2                  | 1 | 0 | 0 | 0  | 9   | 0  | 0   | 0.00 | 1.000 |
| Молодіжна збірна   | Молодіжна збірна   | Молодіжна збірна   | Молодіжна збірна   | 3 | 0 | 2 | 0  | 183 | 12 | 0   | 3.95 | .858  |
| Національна збірна | Національна збірна | Національна збірна | Національна збірна | 1 | 0 | 0 | 0  | 9   | 0  | 0   | 0.00 | 1.000 |